# 圣阿沃古尔德朗德
圣阿沃古尔德朗德（法語：Saint-Avaugourd-des-Landes，法語發音：[sɛ̃.t‿avoɡuʁ de lɑ̃d]）是法国卢瓦尔河地区大区旺代省的一个市镇，属于莱萨布勒多洛讷区。

## 地理
圣阿沃古尔德朗德（46°30'50"N, 1°29'4"W）面积20.85 平方千米，位于法国卢瓦尔河地区大区旺代省，该省份为法国西部沿海省份，北起大西洋卢瓦尔省和曼恩-卢瓦尔省，西临大西洋，南至滨海夏朗德省，东部及东南部与德塞夫勒省接壤。
与圣阿沃古尔德朗德接壤的市镇（或旧市镇、城区）包括：阿夫里耶、勒贝尔纳、拉布瓦西耶尔-德朗德、穆捷莱莫费、尼约勒勒多朗、普瓦鲁、格拉翁河畔圣樊尚。

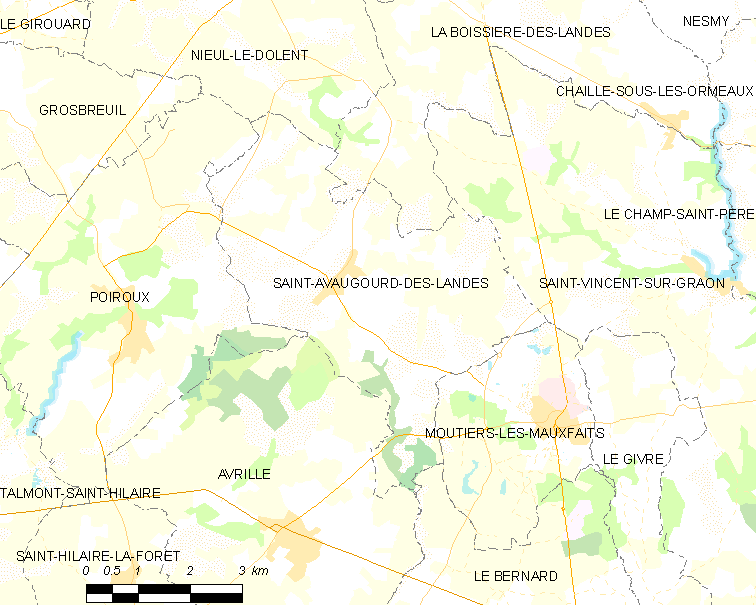
圣阿沃古尔德朗德的OSM定位图

圣阿沃古尔德朗德的时区为UTC+01:00、UTC+02:00（夏令时）。

## 行政
圣阿沃古尔德朗德的邮政编码为85540，INSEE市镇编码为85200。

## 政治
圣阿沃古尔德朗德所属的省级选区为莱河畔马勒伊-迪赛县。

## 人口

1962-2008年间圣阿沃古尔德朗德人口变化图示

圣阿沃古尔德朗德于2022年1月1日时的人口数量为1166人。